# Buschfeuer in Victoria 2006/2007

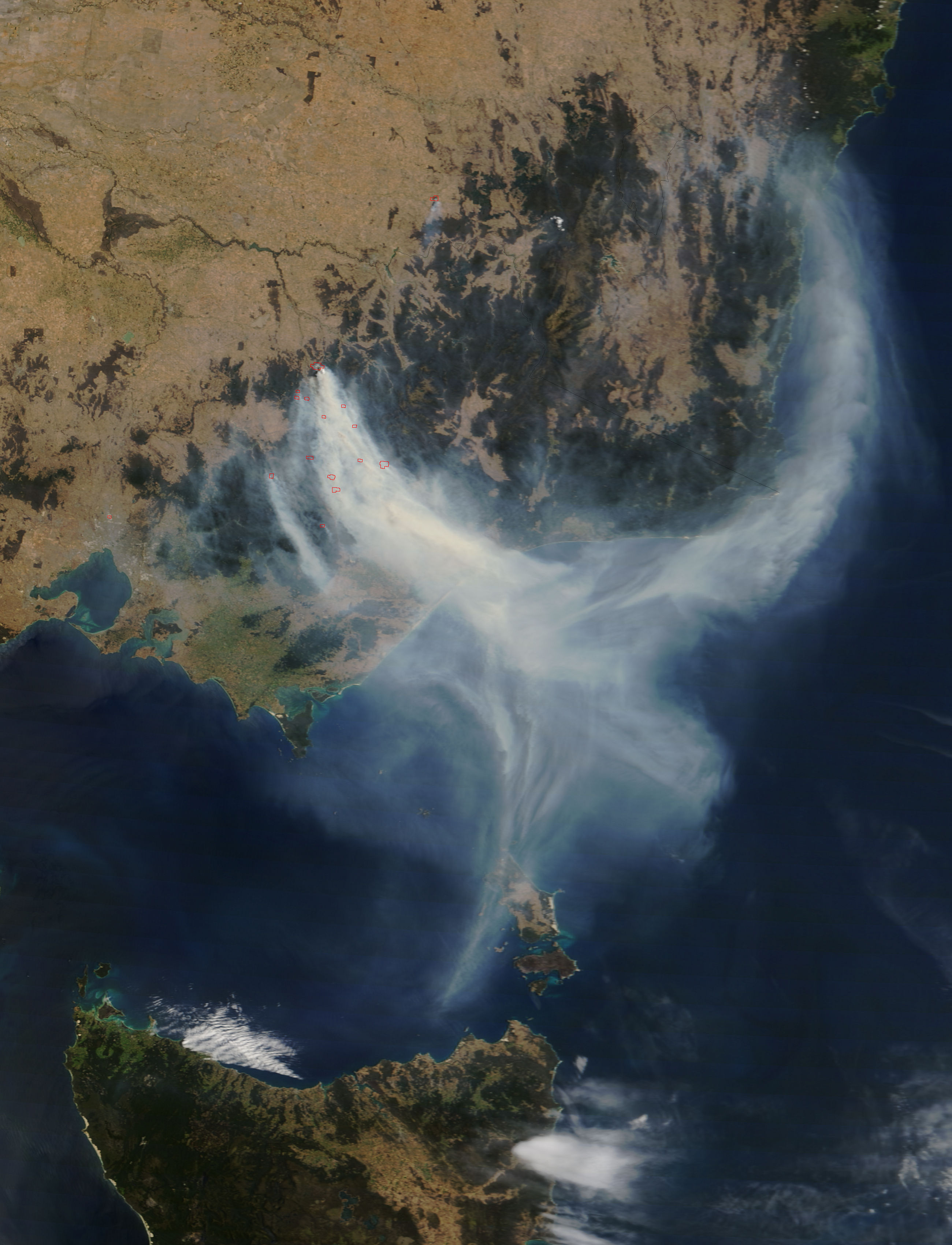
Abbildung des Rauchs über Australien und entlang der Küste und bis nach Tasmanien, die durch die Buschfeuer verursacht wurden (5. Dezember 2006)

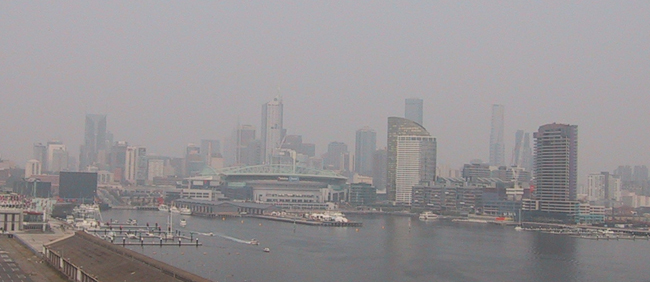
Rauch der Buschfeuer in Melbourne

Die Buschfeuer in Victoria 2006/2007, in Australien Great Divide Fire Complex genannt, begannen am 1. Dezember 2006 im Nordwesten der Great Dividing Range von Victoria und konnten erst am 7. Februar endgültig gelöscht werden. 70 Feuer entstanden durch Blitzschläge und formierten sich zum größten Buschfeuer in Victoria seit dem Buschfeuer in Victoria von 1939. Die Feuer verbrannten ein Gebiet von mehr als 12.000 km² im Zeitraum von 69 Tagen, bevor sie endgültig gelöscht werden konnten.
Insgesamt war ein Toter zu beklagen, 1300 Feuerwehrleute mussten während des Einsatzes wegen Verletzungen behandelt werden, 41 Häuser wurden zerstört, hunderte Stück Vieh verbrannten und Kilometer von Zäunen wurden zerstört. Insgesamt waren 19.000 Feuerwehrleute seit dem 1. Dezember 2006 eingesetzt worden.
Kommentatoren kamen damals zu der Auffassung, dass Buschfeuer dieser Art mit diesem Zerstörungsgrad und Dauer sich aufgrund des Klimawechsels, der Trockenheit und herrschender Wetterbedingungen künftig als Normalfall in Victoria zu betrachten seien. Es war das am längsten brennende Buschfeuer in Victoria.